# Првенство Југославије у фудбалу 1928.
Грађански Загреб је по други пут узастопно постао шампион, док су Хајдук и БСК завршили на другом, тј трећем месту.

## Учесници првенства
- БСК, Београд
- 1. ХШК Грађански, Загреб
- Југославија, Београд
- САШК, Сарајево
- Хајдук, Сплит
- ХАШК, Загреб

## Табела
| Место | Клуб        | мечева | победа | нерешених | пораза | дати голови | примљени голови | гол разлика | бодова |
| ----- | ----------- | ------ | ------ | --------- | ------ | ----------- | --------------- | ----------- | ------ |
| 1     | Грађански   | 5      | 4      | 0         | 1      | 12          | 3               | +9          | 8      |
| 2     | Хајдук      | 5      | 2      | 2         | 1      | 13          | 7               | +6          | 6      |
| 3     | БСК         | 5      | 3      | 0         | 2      | 12          | 15              | -3          | 6      |
| 4     | САШК        | 5      | 2      | 1         | 2      | 10          | 7               | +3          | 5      |
| 5     | ХАШК        | 5      | 1      | 0         | 4      | 10          | 16              | -6          | 2      |
| 6     | Југославија | 5      | 0      | 2         | 3      | 5           | 14              | -9          | 2      |

### Освајач лиге
ХШК ГРАЂАНСКИ
Максимилијан Михалчић
Гмајнички
Фрањо Мантлер
Рудолф Хитрец
Пикић
Михаљевић
Михо Ремец
Никола Бабић
Драгутин Бабић
Емил Першка
Славин Циндрић
Фрањо Гилер
| Првак Југославије у фудбалу 1928. |
| --------------------------------- |
| 1. ХШК Грађански                  |
| Трећа титула                      |